# ダディ

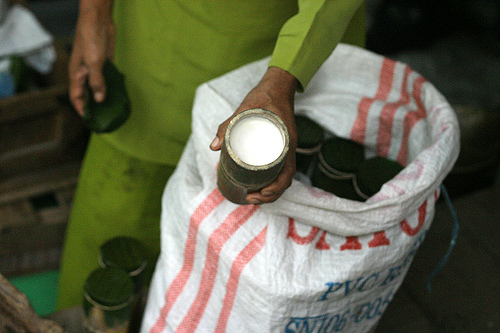
ダディ

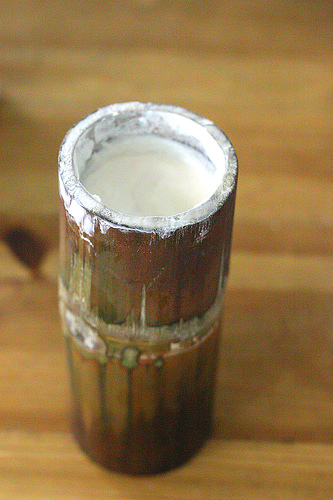
ダディ

ダディ（インドネシア語: Dadih）は、インドネシアの西スマトラの伝統的な発酵乳の一種である。

## 作り方
水牛の生乳を竹筒の容器に入れてバナナの葉で蓋をして室温で2日間ほど放置すると、生乳に含まれる数種類の乳酸菌のはたらきで自然発酵が進んでダディができる。

## 食べ方
インドネシアでは、ダディをアンピアン（ampiang、もち米を揚げてつくる伝統的なあられ）とパームシュガー（椰子糖）に混ぜ合わせて朝食として食べたり、温かいご飯とサンバルに混ぜ合わせて食べたりする。